# Кардам (Тирговиштська область)
Карда́м (болг. Кардам) — село в Тирговиштській області Болгарії. Входить до складу общини Попово.

## Населення
За даними перепису населення 2011 року у селі проживали 1532 особи.
Національний склад населення села:
| Національність   | Кількість осіб | Відсоток |
| ---------------- | -------------- | -------- |
| болгари          | 510            | 55,0%    |
| цигани           | 281            | 30,3%    |
| турки            | 134            | 14,5%    |
| Всього відповіли | 927            |          |

Розподіл населення за віком у 2011 році:
Динаміка населення: